# ناسره
ناسره شهری در شهرستان ناسره در استان بام در بورکینافاسوی شمالی است و جمعیت آن ۱۰۱۵ نفر است.